# Плезант-Пойнт
Плезант-Пойнт (англ. Pleasant Point Reservation; на языке малесит-пассамакуоди Sipayik) — индейская резервация, расположенная в юго-восточной части штата Мэн, США. Одна из двух резерваций племени пассамакуоди, вторая — Индиан-Тауншип.

## История
На протяжении многих лет до прибытия европейцев пассамакуоди охотились, ловили рыбу и занимались собирательством в окрестностях Плезант-Пойнта. Благодаря своему уникальному расположению в месте слияния заливов Пассамакуоди и Кобскук, он был уникальным местом, обеспечивающим безопасную гавань, быстрый доступ к внутренним и океанским водным путям, а также доступ к богатым морским ресурсам для пропитания.
Во время колониальных войн пассамакуоди были союзниками Новой Франции. После поражения французов британцы стали преибывать на земли племени и их поселения быстро распространились вдоль побережья будущего штата Мэн. Во время войны за независимость США пассамакуоди сражались против Британии и помогали американцам защищать свою восточную границу. Договор 1794 года между племенем и Содружеством Массачусетса определил границы резерваций пассамакуоди, в том числе, и Плезант-Пойнт. В следующем году этот договор был ратифицирован.
В 1856 году штат Мэн учредил целевой фонд пассамакуоди на средства, полученные от продажи древесины и ресурсов с племенных земель. Фонд был предназначен для оказания чрезвычайной помощи членам племени, имеющим на это право.  Отсутствие возможностей трудоустройства вблизи резерваций способствовало тому, что большое число людей нуждалось в финансовой помощи. К 1960-м годам многие члены племени были вынуждены покинуть регион в поисках работы. Позднее пассамакуоди и пенобскот подали в суд на штат Мэн за незаконное отторжение племенных земель. В конечном итоге был согласован Закон об урегулировании земельных претензий индейцев штата Мэн 1980 года, который позволил племенам выкупить часть своих территорий по справедливой рыночной стоимости и инвестировать в различные деловые предприятия.

## География
Резервация расположена на полуострове в юго-восточной части округа Вашингтон, примерно в 1,3 км к западу от американо-канадской границы, между заливом Пассамакуоди на востоке и заливом Кобскук на западе. Плезант-Пойнт граничит с городами Истпорт на севере и Перри на юге.
Общая площадь резервации составляет 2,6 км², из них 1,46 км² приходится на сушу и 1,1 км² — на воду.

## Демография
Согласно федеральной переписи населения 2020 года в резервации проживало 692 человека, насчитывалось 233 домашних хозяйств и 300 жилых домов. Средний доход на одно домашнее хозяйство в индейской резервации составлял 28 750 долларов США.
Расовый состав по данным переписи распределился следующим образом: белые — 282 чел. (40,8 %), афроамериканцы — 0 чел., коренные американцы (индейцы США) — 318 чел. (46 %), азиаты — 0 чел., океанийцы — 0 чел., представители других рас — 9 чел. (1,3 %), представители двух или более рас — 83 человека (12 %). Испаноязычные или латиноамериканцы любой расы составили 20 человек (2,9 %). Плотность населения составляла 266,15 чел./км².